# Saison 2 de The Glades
Chronologie
Saison 1 Saison 3
Cet article présente le guide des épisodes de la deuxième saison de la série télévisée américaine The Glades.

## Généralités
- Cette saison a été lancée aux États-Unis le 5 juin 2011 sur la chaîne câblée A&E.
- En France, M6 diffuse la saison depuis le 25 février 2012[1].
- Au Québec, la saison est diffusée depuis le 4 septembre 2012 sur AddikTV[2].

## Distribution

### Acteurs principaux
- Matt Passmore (VF : Jérôme Rebbot) : Jim Longworth
- Kiele Sanchez (VF : Charlotte Marin) : Callie Cargill
- Carlos Gómez (VF : Philippe Catoire) : Dr Carlos Sanchez
- Michelle Hurd (VF : Élisabeth Fargeot) : Colleen Manus
- Uriah Shelton (VF : Tom Trouffier) : Jeff Cargill
- Jordan Wall (en) (VF : Fabrice Fara) : Daniel Green

### Acteurs récurrents et invités
- Clayne Crawford (VF : Boris Rehlinger) : Ray Cargill (épisodes 1, 2 et 4)
- Natalia Cigliuti (VF : Pamela Ravassard) : Lieutenant Samantha « Sam » Harper (épisodes 2 et 3, 5 à 7)
- Kayla Ewell : Maggie Bauman[3] (épisode 11)
- Coby Ryan McLaughlin (VF : Fabien Jacquelin) : Dr Ben Avery (épisodes 12 et 13)

## Épisodes

### Épisode 1:Un parfum de Havane
- États-Unis : 5 juin 2011 sur A&E[4]
- France : 25 février 2012 sur M6[1]
- Belgique 13 juillet 2012 sur RTL TVI
- Québec : 4 septembre 2012 sur AddikTV[2]

- États-Unis : 3,00 millions de téléspectateurs[5] (première diffusion)
- France : 3,10 millions de téléspectateurs[6] (première diffusion)

- Joaquim de Almeida (Álvaro Saldivar)
- Francesco Quinn (Eduardo Garcia)

### Épisode 2:L'Étrangleur du Northside
- États-Unis : 12 juin 2011 sur A&E
- France : 3 mars 2012 sur M6
- Belgique 13 juillet 2012 sur RTL TVI
- Québec : 11 septembre 2012 sur AddikTV

- États-Unis : 2,61 millions de téléspectateurs[7] (première diffusion)
- France : 3,04 millions de téléspectateurs[8] (première diffusion)

- Natalia Cigliuti (Samantha Harper)
- Todd Stashwick (Jared Nolan)

### Épisode 3:L'Enfant perdu
- États-Unis : 19 juin 2011 sur A&E
- France : 3 mars 2012 sur M6
- Belgique 20 juillet 2012 sur RTL TVI
- Québec : 18 septembre 2012 sur AddikTV

- États-Unis : 2,393 millions de téléspectateurs[9] (première diffusion)
- France : 3,04 millions de téléspectateurs[8] (première diffusion)

### Épisode 4:Sensations fortes
- États-Unis : 26 juin 2011 sur A&E
- France : 10 mars 2012 sur M6
- Belgique 20 juillet 2012 sur RTL TVI
- Québec : 25 septembre 2012 sur AddikTV

- États-Unis : 2,53 millions de téléspectateurs[10] (première diffusion)
- France : 3,21 millions de téléspectateurs[11] (première diffusion)

- Sharon Lawrence (Georgia Lancer)

### Épisode 5:De vilains petits secrets
- États-Unis : 10 juillet 2011 sur A&E
- France : 10 mars 2012 sur M6
- Belgique 27 juillet 2012 sur RTL TVI
- Québec : 2 octobre 2012 sur AddikTV

- États-Unis : 2,80 millions de téléspectateurs[12] (première diffusion)
- France : 3,10 millions de téléspectateurs[11] (première diffusion)

- Valerie Cruz (Dr Sophie Perez)

### Épisode 6:Le Cirque de l’étrange
- États-Unis : 17 juillet 2011 sur A&E
- France : 17 mars 2012 sur M6
- Belgique 27 juillet 2012 sur RTL TVI
- Québec : 9 octobre 2012 sur AddikTV

- États-Unis : 2,57 millions de téléspectateurs[13] (première diffusion)
- France : 3,03 millions de téléspectateurs[14] (première diffusion)

- Kevin Weisman (Ben Pershing)

### Épisode 7:Amour et dépendance
- États-Unis : 24 juillet 2011 sur A&E
- France : 17 mars 2012 sur M6
- Belgique 3 août 2012 sur RTL TVI
- Québec : 16 octobre 2012 sur AddikTV

- États-Unis : 2,40 millions de téléspectateurs[15] (première diffusion)
- France : 2,87 millions de téléspectateurs[14] (première diffusion)

- Richard Burgi (Dr William Grant)
- Tiffany Dupont (Lori Fisher)

### Épisode 8:Le Venin du serpent
- États-Unis : 31 juillet 2011 sur A&E
- France : 17 mars 2012 sur M6
- Belgique 3 août 2012 sur RTL TVI
- Québec : 23 octobre 2012 sur AddikTV

- États-Unis : 2,59 millions de téléspectateurs[16] (première diffusion)
- France : 2,40 millions de téléspectateurs[14] (première diffusion)

### Épisode 9:Les Armes à la main
- États-Unis : 7 août 2011 sur A&E
- France : 24 mars 2012 sur M6
- Belgique 10 août 2012 sur RTL TVI
- Québec : 30 octobre 2012 sur AddikTV

- États-Unis : 2,26 millions de téléspectateurs[17] (première diffusion)
- France : 3,16 millions de téléspectateurs[18] (première diffusion)

### Épisode 10:Espèces menacées
- États-Unis : 14 août 2011 sur A&E
- France : 24 mars 2012 sur M6
- Belgique 10 août 2012 sur RTL TVI
- Québec : 6 novembre 2012 sur AddikTV

- États-Unis : 2,89 millions de téléspectateurs[19] (première diffusion)
- France : 2,93 millions de téléspectateurs[18] (première diffusion)

### Épisode 11:Jeux de plage
- États-Unis : 21 août 2011 sur A&E
- France : 24 mars 2012 sur M6
- Belgique 17 août 2012 sur RTL TVI
- Québec : 13 novembre 2012 sur AddikTV

- États-Unis : 2,64 millions de téléspectateurs[20] (première diffusion)
- France : 2,58 millions de téléspectateurs[18] (première diffusion)

- Kayla Ewell (Maggie Bauman)

### Épisode 12:D'alcool et de sang
- États-Unis : 28 août 2011 sur A&E
- France : 31 mars 2012 sur M6
- Belgique 17 août 2012 sur RTL TVI
- Québec : 20 novembre 2012 sur AddikTV

- États-Unis : 2,71 millions de téléspectateurs[21] (première diffusion)
- France : 2,94 millions de téléspectateurs[22] (première diffusion)

### Épisode 13:Prise d'otages
- États-Unis : 5 septembre 2011 sur A&E
- France : 31 mars 2012 sur M6
- Belgique 24 août 2012 sur RTL TVI
- Québec : 27 novembre 2012 sur AddikTV

- États-Unis : 2,38 millions de téléspectateurs[23] (première diffusion)
- France : 2,99 millions de téléspectateurs[22] (première diffusion)

- Jonathan Adams (Dan Ranson)